# Mairiporã
Mairiporã város Brazíliában, São Paulo államban. Lakosainak száma 93 853 fő (2022). Mairiporã São Paulo, Franco da Rocha, Atibaia, Bom Jesus dos Perdões, Caieiras, Guarulhos és Nazaré Paulista községekkel határos.

## Népesség
A település népességének változása:
| Lakosok száma | 100 179 | 101 937 | 103 645 | 93 853 |
|               | 2019    | 2020    | 2021    | 2022   |